# التنظيم الإداري في الدولة العثمانية

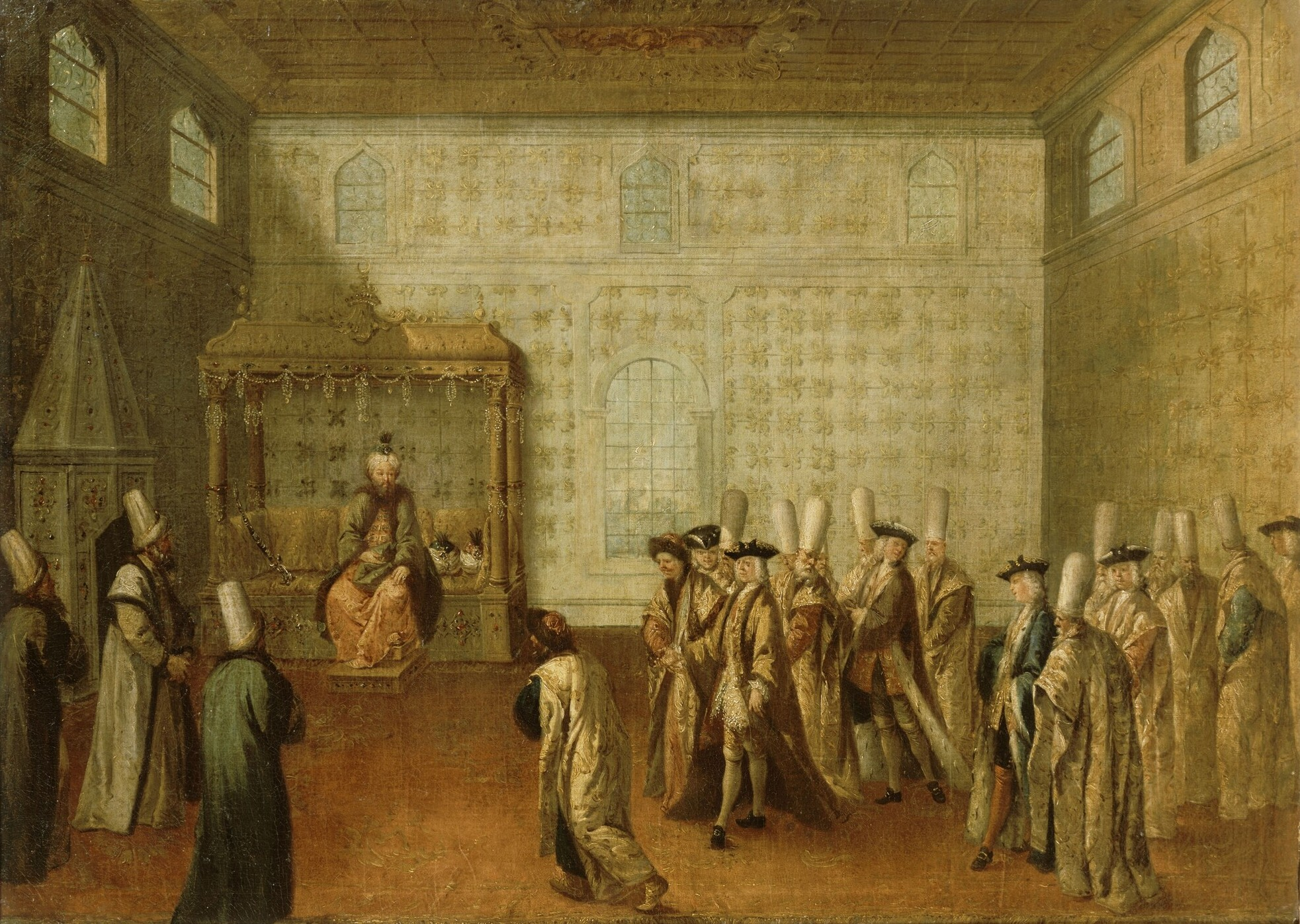
السلطان مصطفى الثاني يستقبل السفير الفرنسي «شارل آل فريول» في الديوان السلطاني سنة 1699، بريشة «جان بابتيست ڤامور».

أتبع العثمانيون تنظيمًا بسيطًا لدولتهم، حيث ابتكروا جهازين إداريين للحكم: جهاز إداري مركزي وجهاز إداري محلي، وكان يتم اتباع هرميّة معينة في كل جهاز منها، وكان السلطان بوصفه حاكم البلاد، وخليفة المسلمين، يقبع على قمّة هذا الهرم. أخذ العثمانيون بالكثير من العادات العربية والفارسية[ ؟ ] والبيزنطية[ ؟ ] في تنظيمهم للأجهزة الإدارية، ودمجوا معها بعض العادات التركية القديمة، وصهروها كلها في بوتقة واحدة مميزة، مما جعل الدولة العثمانية تظهر بمظهر الوريث الشرعي لجميع تلك الحضارات التي سبقتها.

## الجهاز الإداري المركزي
كان الجهاز الإداري المركزي يتكوّن من السلطان وحاشيته، وهؤلاء جميعًا يُعرفون باسم «آل عثمان»، ويُعاونهم في الحكم ما يُعرف باسم "الديوان[ ؟ ]"، وهو جهاز إداري مضمّن يتكوّن من الصدر الأعظم وأفراد الطبقة الحاكمة. ومنصب الصدر الأعظم هو أعلى مناصب الدولة بعد منصب السلطان، وكان من يتبوأ هذا المنصب يلعب دور رئيس الوزراء ورئيس الديوان، ومن صلاحياته تعيين قادة الجيش وجميع أصحاب المناصب الإدارية المركزية أو الإقليمية. أما الطبقة الحاكمة فكان يُشار إلى أفرادها باسم «العساكرة» أو «العسكر»، ومفردها «عسكري»، وهي تشمل: الدفتردار، أي الشخص المُكلف بالشؤون المالية وحساب موارد الدولة ومصاريفها؛ الكاهية باشا، وهو الموظف العسكري الذي يتكلف بتسير الشؤون العسكرية للدولة؛ الشاويش باشا (بالتركية العثمانية: چاويش پاشا؛ نقحرة: تشاويش پاشا) وهو موظف ينفذ الأحكام القضائية التي يصدرها القضاة؛ رئيس الكتّأب، وشيخ الإسلام وطبقة العلماء. كان السلطان العثماني هو صاحب القرار النهائي الفاصل في أغلب الأحيان، وقد استمر الأمر على هذا المنوال حتى عهد السلطان مراد الرابع، عندما ازداد نفوذ الديوان وأخذ السلاطين لا يشاركون في جلساته أكثر فأكثر. جرت العادة منذ العهد العثماني على إطلاق تسمية «الباب العالي» على الحكومة العثمانية، وهي تسمية تعني في الأصل قصر السلطان، ومع مرور الوقت أصبح المقصود بالباب العالي: أعلى سلطة تتجسد في قوة السلطان المستمدة من قوة جيشه.

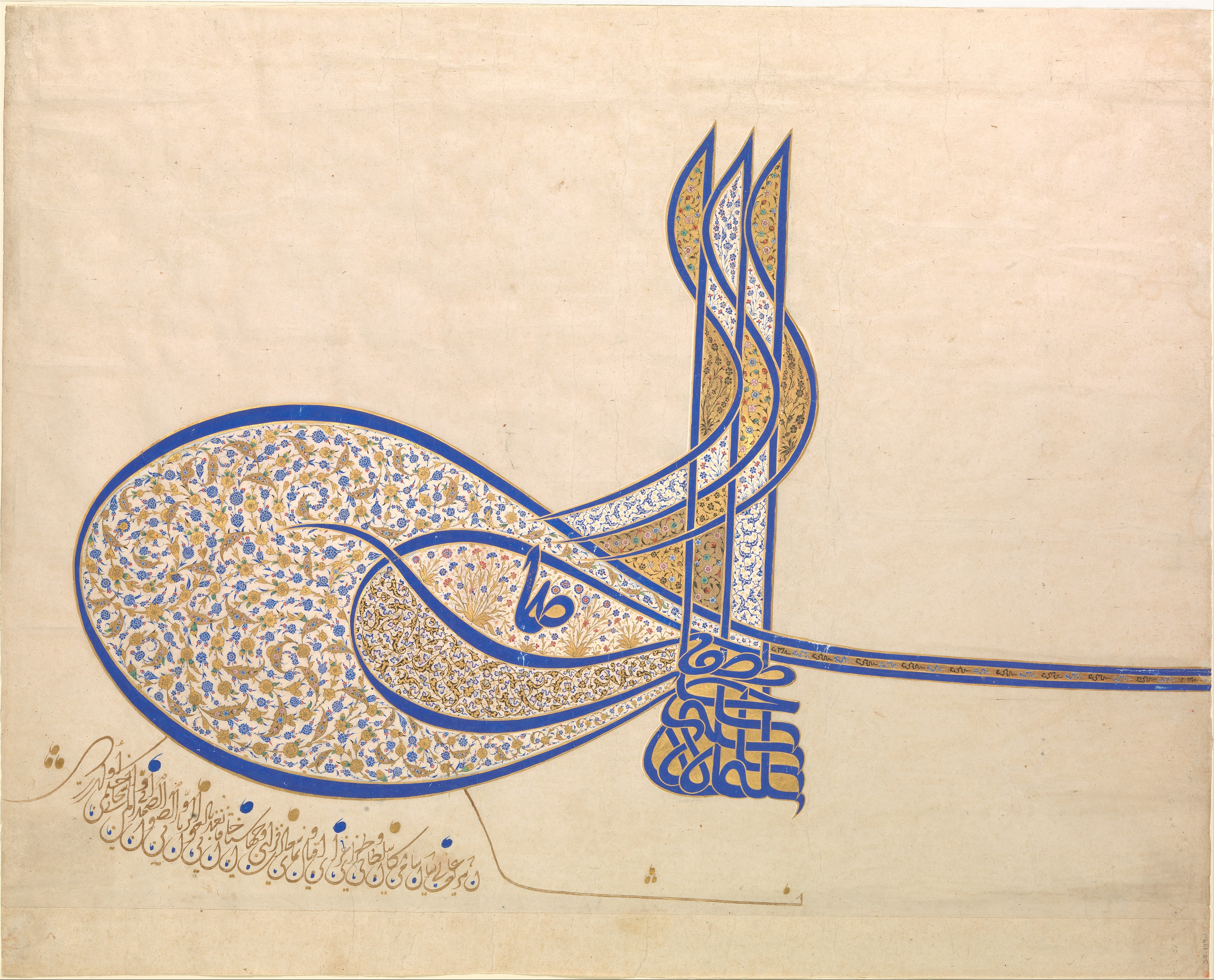
طغراء السلطان سليمان القانوني (1520).

تعتبر السلالة العثمانية أطول سلالات الأسر الإسلامية الحاكمة عمرًا، وكان رأس الأسرة هو السلطان، وهو في نفس الوقت رأس الدولة، وخليفة المسلمين، وكان يُشار إليه باسم «پاديشاه» بمعنى «ملك الملوك» أو «سيّد الملوك»، وكان يحكم الدولة حكمًا مطلقًا، ولا يقيده إلا حدود الشريعة الإسلامية، حيث كان شيخ الإسلام يتمتع بسلطة عزل السلطان لو ثبت أنه تخطى حدود الشريعة أو أصيب بعاهة عقلية أو جسدية تمنعه من ممارسة عمله والاهتمام بشؤون العباد على أكمل وجه. وقد كان السلاطين الأوائل الذين بلغت الدولة في عهدهم ذروة مجدها وقوتها ملتزمين بحدود الشريعة عادةً، أما بعد عهد السلطان سليمان القانوني، أصيب البلاط العثماني بفساد شديد استمرّ حتى تولّي السلطان مصطفى الرابع العرش، فقد حكم خلال هذه المدة ثمانية عشر سلطانًا، لم يكن أحد منهم على مستوى يؤهله لأن يمارس الحكم إلاّ بواسطة وزراء كانوا أحيانًا مثالاً للفساد، وأحيانًا أخرى مشفقين على الدولة من الانهيار، كما كانوا يقومون بإصلاحات تعطي الدولة حيوية تمكنها من إدارة أمورها لسنوات عدّة. كانت الأسرة العثمانية أسرة تركية من الناحية العرقية والإرثية فقط، وفي واقع الأمر أصبح البيت العثماني في ذروة اتساع الدولة عبارة عن مزيج ثقافي واسع للحضارات والثقافات المجاورة، الأمر الذي جعل العنصر التركي للدولة يفقد هيمنته مع مرور الزمن، وأصبحت الدولة ككل يُشار إليها في أوروبا باسم «المشرق». كان لكل سلطان ختم خاص به يُصنع في بداية عهده ويستخدمه لختم الفرمانات والرسائل التي يبعثها للملوك والأباطرة وغيرهم من الحكّام، ويُعرف هذا الختم باسم «الطغراء»، وقد تطوّر شكل الطغراء منذ أن ابتدعها السلطان أورخان الأول حتى عهد السلطان سليمان القانوني، عندما اتخذت شكلاً ثابتًا استخدمه باقي السلاطين الذين تلوه.

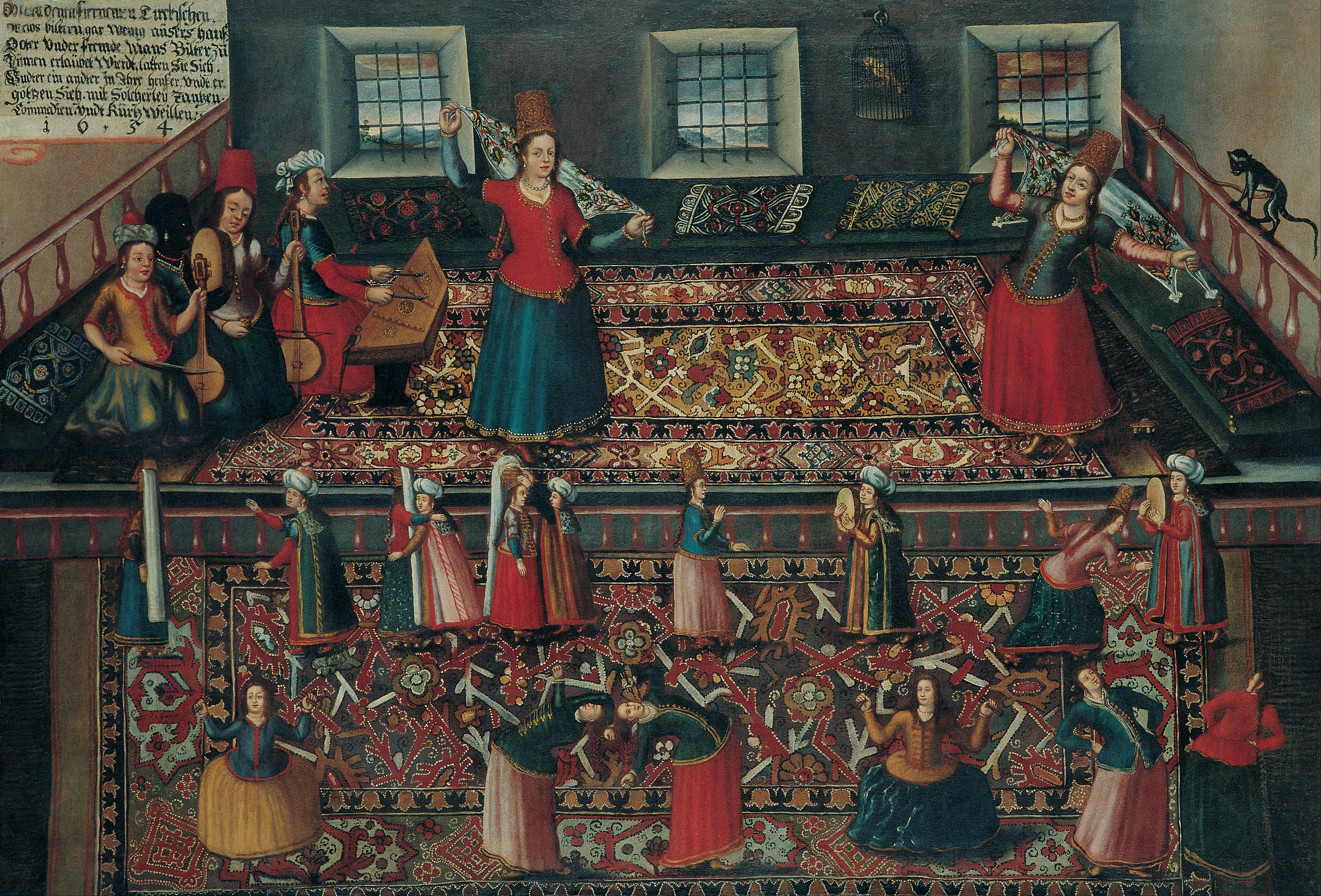
دار الحريم في قصر الباب العالي.

يُلاحظ خلال مدة القرنين السابع عشر والثامن عشر، ضعف اهتمام السلاطين بمزاولة شؤون الدولة. وكان عدد من هؤلاء السلاطين، قبل أن يتولوا العرش، سجناء في دار الحريم أو في أقبية، ما انعكس سلبًا على سلوكهم خلال توليهم الحكم، ومنهم من كان شديد الإسراف في الأبهة والقتل، فيما البعض الآخر شُغل بالقنص ومعاقرة الخمر والفساد والسطو على مالية الدولة وأخذ الرشوة وبيع المناصب، وكان لنساء القصر تأثيرهنّ القويّ على السلاطين، وخصوصًا في القرن السابع عشر، حيث كانت الدولة في بعض الأوقات تحت حكمهنّ.
استمر السلاطين هم الحكّام الفعليين للدولة منذ عهد مصطفى الرابع حتى عبد الحميد الثاني، عندما أصبح تسيير أمور البلاد بيد جمعية الاتحاد والترقي وأصبح السلطان مجرّد أداة في أيديهم يسيرونها كما يشاؤون، وتحوّل لقبه إلى «سلطان العثمانيين وخليفة المسلمين»، بعد أن كان لقب السلطان من أطول ألقاب الحكّام في العالم سابقًا، فالسلطان سليمان القانوني مثلاً كان يُلقب "سلطان السلاطين وبرهان الخواقين وأمير المؤمنين وخليفة رسول رب العالمين، متوّج الملوك ظلّ الله في الأرضين وسلطان البحرين وخادم الحرمين الشريفين[ ؟ ]، ملك الأناضول والروملي وقرمان الروم وولاية ذي القدريّة وديار بكر وكردستان وأذربيجان والعجم والشام وحلب ومصر وجميع ديار العرب واليمن وممالك كثيرة أخرى، السلطان سليمان خان بن السلطان سليم خان بن السلطان بايزيد خان".

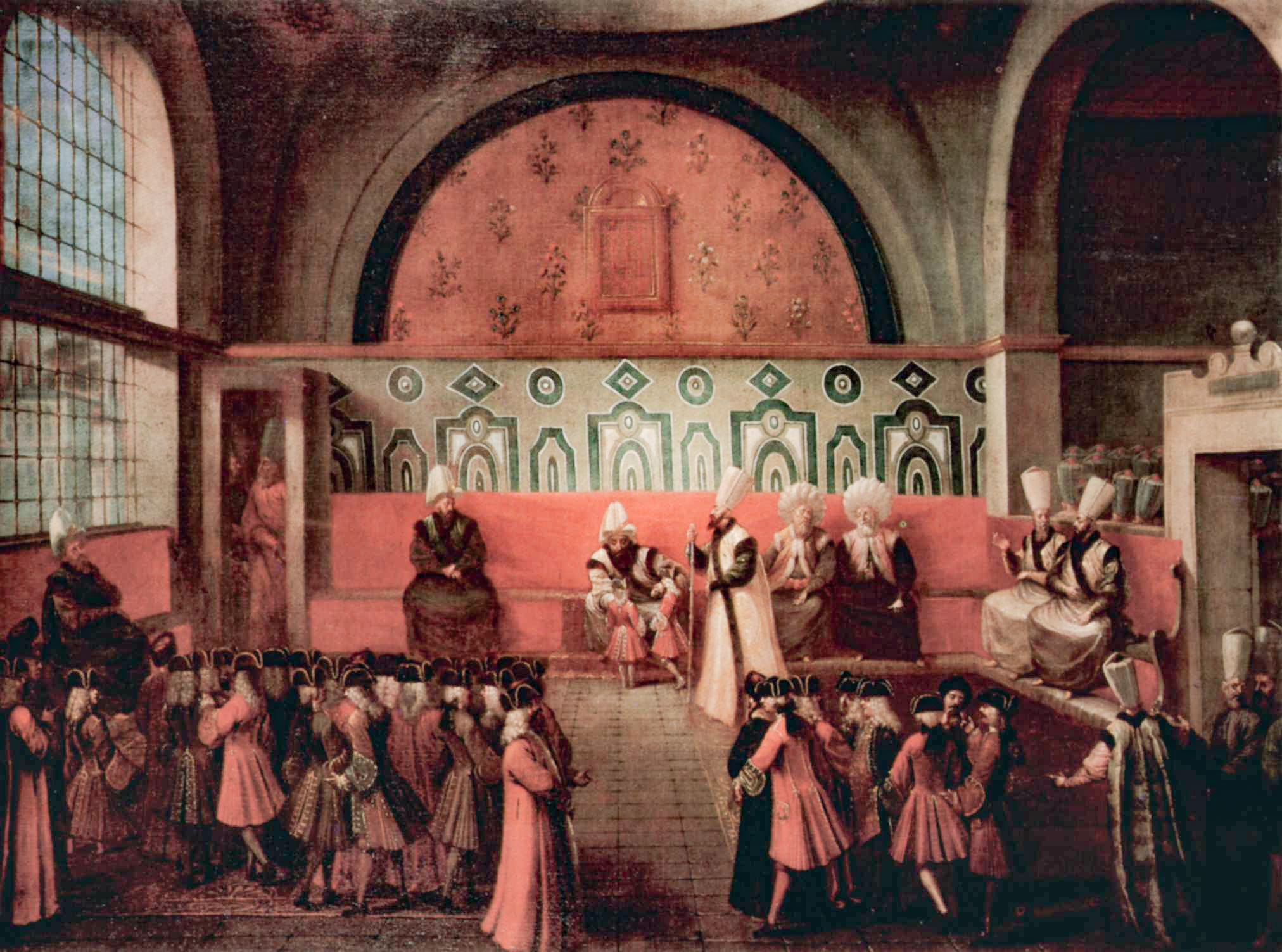
الصدر الأعظم «إبراهيم باشا» يستقبل أعضاء الوفد الفرنسي إلى الباب العالي بتاريخ 10 أكتوبر سنة 1724م.

كان لقب «الوزير» هو المستخدم خلال المراحل الأولى للدولة العثمانية. وأوّل من لُقب بالصدر الأعظم كان الوزير «خليل خير الدين باشا» وزير السلطان مراد الأول. والغرض من اللقب الجديد هو تمييز حامل الختم السلطاني من الوزراء الآخرين. ثم بدأ اللقب الجديد «صدر أعظم» يحل محل اللقب القديم «وزير أعظم» تدريجيًا وإن كانا لهما نفس المعنى والرتبة. وخلال التاريخ العثماني ظهرت ألقاب جديدة للصدر الأعظم مثل الصدر العالي والوكيل المطلق وصاحب الدولة والسردار الأكرم والسردار الأعظم والذات العالي. وقد برزت أهمية الصدور العظام بعد عهد السلطان سليمان القانوني، عندما أصبحوا يتولون شؤون الدولة، ومن أشهرهم آل «كوبرولي». وبعد فترة التنظيمات في القرن التاسع عشر، أصبح من يتولّى منصب الصدر الأعظم يقوم بدور أكبر مما هو في منصب رئيس الوزراء في الملكيات الغربية. وبعد إقرار دستور سنة 1908 أصبح الصدر الأعظم مسؤولاً عن أعماله أمام البرلمان.

## الجهاز الإداري المحلي

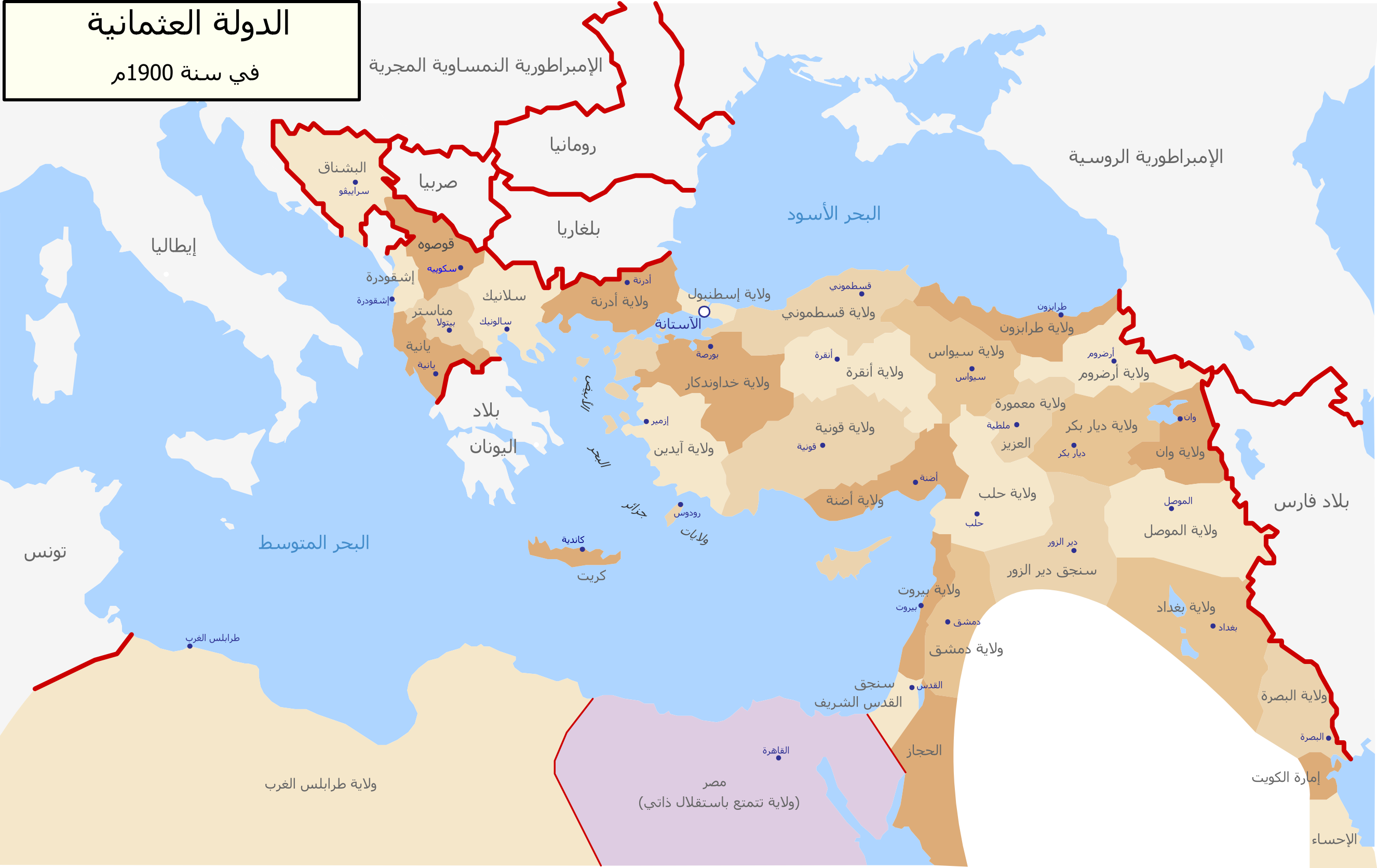
الولايات العثمانية سنة 1900.

نظرًا لاتساع رقعة الدولة فقد قسمها العثمانيون إلى ولايات أو "إيالات"[ ؟ ]، ثم قسموا كل ولاية إلى سناجق أو مقاطعات، وكلّ سنجق إلى نواح، وكل ناحية إلى أحياء وحارات. وكان حاكم الولاية، أو الوالي ولقبه «الباشا»، تبعًا للحكومة المركزية في الآستانة، في حين كان حاكم السنجق، أو «الحكمدار» ولقبه «البك»، تابعًا للباشا، ويساعده ديوان و«صوباشي»، أي ضابط أمن؛ وكان حاكم الناحية، ولقبه «الآغا» تابعًا للبك، وكان على رئس كل حي أو حارة «مختار» تابع للآغا. وكان الوالي يُعيد شراء منصبه من الصدر الأعظم كل سنة، فكان طبيعيًا أن يعمد إلى ابتزاز ما دُفع من الضرائب الباهظة التي كان يفرضها على الرعيّة ومن الموظفين الخاضعين لسلطته، كما كان طبيعيًا أن يعمد هؤلاء الموظفون بدورهم إلى ابتزاز المال بمختلف الوسائل من أفراد الشعب، وعُرف هذا النظام، أي جباية الضرائب السنوية عن مساحة من الأرض من أهلها من الفلاحين، باسم «نظام الالتزام». كانت ولاية مصر هي أهم الولايات قاطبة وسميت ب«إيالة مصر» باعتبارها سلطنة سابقة بالإضافة لإختلاف نظام الحكم فيها عن سائر الولايات وخراجها أكبر من كافة الولايات ومصدر أساسي لدخل الخزانة العثمانية، وكثيراً ما رقي وإلى مصر كصدر أعظم ويعين وإلى مصر بناءً على فرمان خاص من السلطان.وفي عهد الاسرة العلوية، أصبحت مصر شبه مستقلة عن الدولة العثمانية حتى أن خراج مصر اعتبر أتاوة من حينها. وحاز ولاه مصر في هذه الفترة بألقاب لم يحظ بها غيرهم حيث مٌنحَ محمد على لقب الخان وهو لقب خاص بالسلاطين، كما حاز عدد منهم على لقب «خديو» وأصبح الخديو يٌنادى كما يٌنادى الصدر الأعظم «حضرتلو دولتلو باشا» أي حضرة الدولة أو حضرة صاحب الدولة.يليها في ترتيب الاهمية ولايتي المجر (بودابست) والشام ثم ولاية بلغراد. تميزّ والي الشام عن غيره من الولاة بإضافة منصب إمارة الحج عليه، وكانت مهمة «أمير الحج» الإشراف على قافلة الحج الشامي التي تضم حجاجًا من أنحاء بلاد الشام والأناضول والبلقان، وتأمين ما يلزم لسلامة الحجاج، من ماء وجنود ودليل خبير بالطريق أو أكثر من دليل، وغير ذلك من الأمور. كان عدد ولايات الدولة يتفاوت بين الحين والآخر، وفق ما تكسبه أو تفقده من البلدان، أو بسبب دمج بعض الولايات ببعض.
أنشأ العثمانيون خلال بعض الفترات من تاريخهم تقسيمات إدارية محلية جديدة، ففي عهد التوسع والفتوحات أصبحت الدولة تضم ألوية جديدة كان من الصعب ربطها بالعاصمة، فاضطرت إلى ضم عدد منها في ولاية واحدة، وعُين على رأس كل ولاية أمير أمراء الألوية، ولقبه «بكلر بك». كذلك أنشأ العثمانيون نظام «المتصرفية» خلال فترة أفول نجم الدولة، بضغط من الأوروبيين، وهذا النظام يهدف من الأساس لحماية الأقليات الدينية المسيحية في الدولة وإعطائها نوعًا من الاستقلال الذاتي، كما في حالة متصرفية جبل لبنان، أو لحماية بعض المناطق المقدسة عند أهل الكتاب عمومًا، مثل متصرفية القدس. وكان يُعين على رأس المتصرفية موظف عثماني يُعرف باسم «المتصرّف»، وفي حالة متصرفية جبل لبنان، فقد كان يجب أن يكون مسيحيًا عثمانيًا غير لبناني أو تركي.

## البرلمان والدستور العثماني

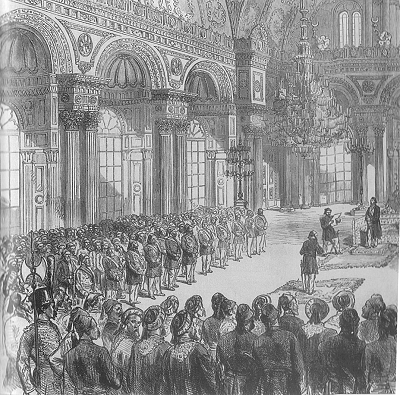
حفل إعلان الدستور العثماني وافتتاح البرلمان.

ترجع بداية الحياة الدستورية في الدولة العثمانية إلى عام 1808م، وهو العام الذي تبوأ فيه السلطان محمود الثاني عرش السلطنة، ففي بداية عهده دعا الصدر الأعظم مصطفى باشا البيرقدار إلى عقد مجلس استشاري في الآستانة وعرض فيه برنامجًا إصلاحيًا أبرز ما جاء فيه إلزام حكّام الولايات بالولاء للسلطان، وتعهّد الدولة المركزية بالطاعة التامة لقراراته، وحدد الاتفاق العلاقات بين حكّام الولايات بعضهم ببعض، وبالتالي بين موظفي الدولة على أساس ضمانات متبادلة قائمة على العدالة. وكان يمكن لهذا الاتفاق أن يكون أساس دستور حقيقي للدولة العثمانية، إلا أنه لم يعش طويلاً، فالسلطان لم يوقع عليه إلا مرغمًا، حين رأى نفسه مضطرًا لتصديقه وإصداره، بفعل أنه عدّه انتقاصًا من سلطته، لذا قرر إلغاءه عند سنوح أوّل فرصة، واستطاع ذلك عندما قُتل البيرقدار، وخلال السنوات التالية أخضع السلطان الولايات العثمانية لحكومة مركزية قوية.
صدرت في عهد السلطان عبد المجيد الأول قوانين إصلاحية عدّة ذات طابع شبه دستوري، مثل منشور الكلخانة ومنشور التنظيمات الخيرية، وينظر بعض المؤرخين إلى هذين المنشورين على أنهما وثيقتان دستوريتان لاشتمالهما على مبادئ عامّة في الحكم والإدارة، لكنهما في واقع الأمر لا يُعدان قانونين دستوريين بفعل أنهما لم يقيدا حرية السلطان أو يحدا من صلاحياته، كما أنهما لم يُنشئا المجالس النيابية أو القضائية. وفي عام 1856م أنشأ السلطان عبد المجيد مجلسًا عُرف باسم «مجلس أعيان الولايات» يتكون من عضوين عن كل ولاية، يختارات من بين أصحاب المعرفة والاحترام، هدفه إبداء الرأي بالإصلاحات الواجب إدخالها على أجهزة الدولة، على أن يُبدي كل منهم وجهة نظهره في ذلك. كانت هذه التجربة الأولى من نوعها في تاريخ الحياة النيابية في الدولة العثمانية، إلا أنها باءت بالفشل لعدم قدرة المندوبين على استيعاب المشكلة برمتها، كما داخلهم الشك في نوايا الحكومة المركزية. وأنشأ السلطان عبد العزيز الأول في عام 1876م «مجلس الدولة» أو «شوري دولت»، الذي تميز بطابع شبه دستوري، وشملت اختصاصاته إعداد مشاريع القوانين للدولة وإبداء الرأي للوزارات بالمسائل الخاصة بتطبيق القوانين، كما كان بمثابة محكمة ينظر بالقضايا الإدارية ويُحاكم الموظفين المتهمين بالانحراف. وقد وُصف هذا المجلس بأنه بداية انطلاق لمجلس النواب.
أشتهر السلطان عبد الحميد الثاني أنه أوّل سلطان دستوري في تاريخ الدولة العثمانية، فقد أعلن دستورًا للبلاد بعد أن أقنعه زعيم تكتل «اتفاق الحمية» مدحت باشا أن الإقدام على هذا العمل يجعل الدول الأوروبية تتوقف عن تدخلها في الشؤون الداخلية للدولة لا سيما وإنه سيُصلح وضع الرعايا المسيحيين في البلقان والشام. تشكلت لجنة عامة برئاسة مدحت باشا، ولجان فرعية لدرس مشروع الدستور قبل إصداره، وانتهت بعد مداولات طويلة إلى وضع هيكل للنظام البرلماني يقوم على مجلسين: مجلس شيوخ، يُطلق عليه «مجلس الأعيان»، ومجلس نواب يُطلق عليه «مجلس المبعوثان».
كان الدستور العثماني ينص على تقييد السلطة المطلقة للسلطان وإنه حامي الدين الإسلامي، يتمتع شخصه بحرمة قدسية، وهو غير مسؤول عن تصرفاته أمام أحد، وحدد الدولة وعاصمتها والحقوق العامّة للرعايا. وانتقص الدستور كثيرًا من سلطات الصدر الأعظم التنفيذية وأعطاها للسلطان. جعل الدستور للسلطان الحق في تعيين أعضاء مجلس الأعيان مدى الحياة، على أن لا تقل سن العضو عن أربعين عامًا، أما مجلس المبعوثان فكان أعضاؤه يعينوا عن طريق إجراء انتخابات عامّة، وكان المجلسان يجتمعان كل سنة في دورة عاديّة، تبدأ في الأول من شهر نوفمبر وتنتهي في آخر شهر فبراير، ويحق للسلطان تقديم موعد الدورة أو اختصار مدتها. كانت الحكومة هي التي تقترح التشريعات الجديدة على البرلمان، أما اقتراحات أعضاء المجلسين فيجب أن تُعرض على السلطان، فإذا وافق عليها يُحيلها إلى البرلمان عن طريق مجلس الدولة الذي يوافق عليها، وينتهي الأمر بصدور موافقة السلطان، أما إذا رفض أحد المجلسين مشروع قانون فلا يعيد النظر فيه في دورة انعقاده نفسها.
الواقع أن الحياة الدستورية، بمعناها الحديث، في عهد السلطان عبد الحميد الثاني، كانت تجربة فاشلة قُدّر لها الإخفاق، ومرّت بمرحلتين: بدأت المرحلة الأولى بصدور الدستور في 23 ديسمبر سنة 1876م، الموافق فيه 6 ذي الحجة سنة 1293هـ، وانتهت بحل البرلمان وإيقاف العمل بالدستور في 14 فبراير سنة 1878م، الموافق فيه 11 صفر سنة 1295هـ. وبدأت المرحلة الثانية حين قرر السلطان عبد الحميد إعادة العمل بالدستور في شهر يوليو من عام 1908م، واستمرت إلى ما بعد عهده، حيث انتهت في 18 مارس سنة 1920م، الموافق فيه 26 جمادى الآخرة سنة 1338هـ، حين قرر البرلمان إيقاف جلساته إلى أجل غير مسمّى، ثم أصدر السلطان محمد السادس في 11 أبريل من نفس العام قرارًا بحله.